# Warningcamp
Warningcamp är en parish i Storbritannien.   Den ligger i grevskapet West Sussex och riksdelen England, i den södra delen av landet, 80 km söder om huvudstaden London. Antalet invånare är 156. Arean är 3,8 kvadratkilometer.
Terrängen i Warningcamp är platt.